# ليفينغستون تايلور
ليفينغستون تايلور (بالإنجليزية: Livingston Taylor)‏ هو مغني وكاتب أغاني أمريكي، ولد في 21 نوفمبر 1950 في بوسطن في الولايات المتحدة.

## وصلات خارجية
- الموقع الرسمي
- ليفينغستون تايلور على موقع IMDb (الإنجليزية)
- ليفينغستون تايلور على موقع ميوزك برينز (الإنجليزية)
- ليفينغستون تايلور على موقع أول ميوزيك (الإنجليزية)
- ليفينغستون تايلور على موقع ديسكوغز (الإنجليزية)
- ليفينغستون تايلور على موقع قاعدة بيانات الفيلم (الإنجليزية)